# Kryształowy sześcian Wenus
Kryształowy sześcian Wenus. Opowiadania amerykańskie – wydana w roku 1966 antologia amerykańskich opowiadań science fiction, jedna z pierwszych takich antologii wydanych w Polsce. Wyboru opowiadań, podobnie jak w przypadku wydanych w roku 1958 Rakietowych szlaków dokonał Julian Stawiński, który był także tłumaczeń większości z nich. Każde opowiadanie jest też opatrzone komentarzem Stawińskiego. 
Książkę wydały Iskry w ramach serii wydawniczej „Fantastyka-Przygoda”. Antologia zawiera głównie opowiadania amerykańskie z lat pięćdziesiątych i początku lat sześćdziesiątych, uznawanych za czołowych pisarzy gatunku w tym okresie. Obok Rakietowych szlaków i cyklu Kroki w nieznane to jedna z najbardziej znanych w Polsce antologii fantastycznych. 

## Opowiadania
- Isaac Asimov – Nastanie nocy (Nightfall, tł. Tadeusz Jan Dehnel)
- Stephen Barr – Jądro krystalizacji (I Am a Nucleus, tł. Julian Stawiński)
- Alfred Bester – Ostateczne zniknięcie (Disappearing Act, tł. Julian Stawiński)
- Fredric Brown – Kopuła (The Dome, tł. Julian Stawiński)
- Raymond Z. Gallun(inne języki) – Posiew zmierzchu (Seeds of the Dusk, tł. Tadeusz Jan Dehnel)
- Maurice A. Hugi – Mechaniczne myszy (Mechanical Mice, tł. Zofia Uhrynowska)
- Fritz Leiber – Mutanci (The Mutant's Brother, tł. Julian Stawiński)
- Richard Matheson – Człowiek-encyklopedia (One for the Books, tł. Lech Jęczmyk)
- Finn O’Donnevan – Bezgłośny pistolet (The Gun Without a Bang, tł. Julian Stawiński)
- Robert Sheckley – Zwiadowca-minimum (The Minimum Man, tł. Lech Jęczmyk)
- A.E. van Vogt  – Kryształowy sześcian Wenus (A Can of Paint, tł. Jan Skalny)
- F.L. Wallace(inne języki) – Feliksa (Student Body, tł. Tadeusz Jan Dehnel)